# Große Kirche (Leer)

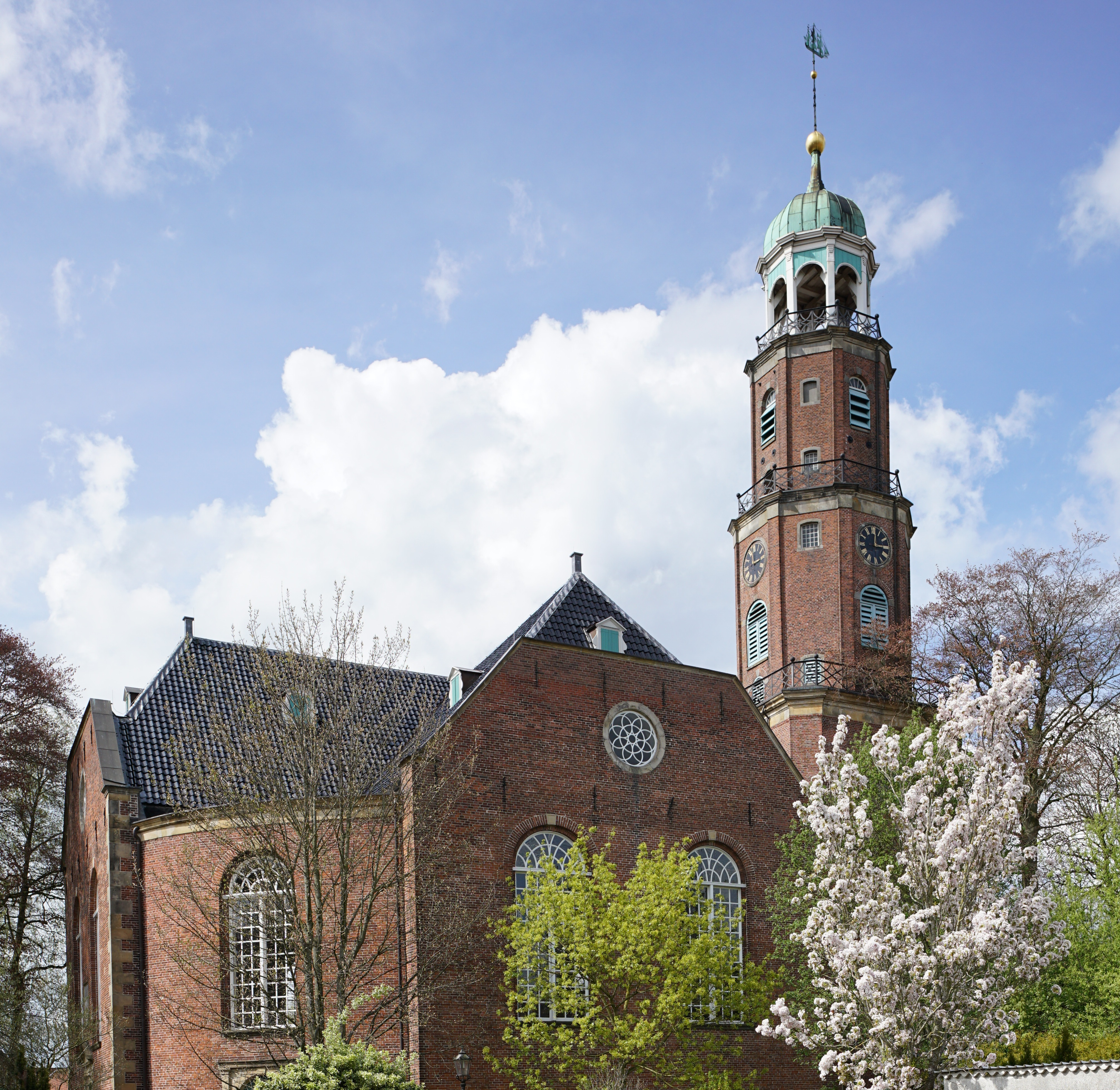
Die Große Kirche in Leer

Die Große Kirche ist die evangelisch-reformierte Kirche der Kernstadt Leer in Ostfriesland. Der repräsentative barocke Zentralbau wurde 1785–1787 als Ersatz für die abgängige St.-Liudgeri-Kirche in Form eines griechischen Doppelkreuzes errichtet.

## Geschichte

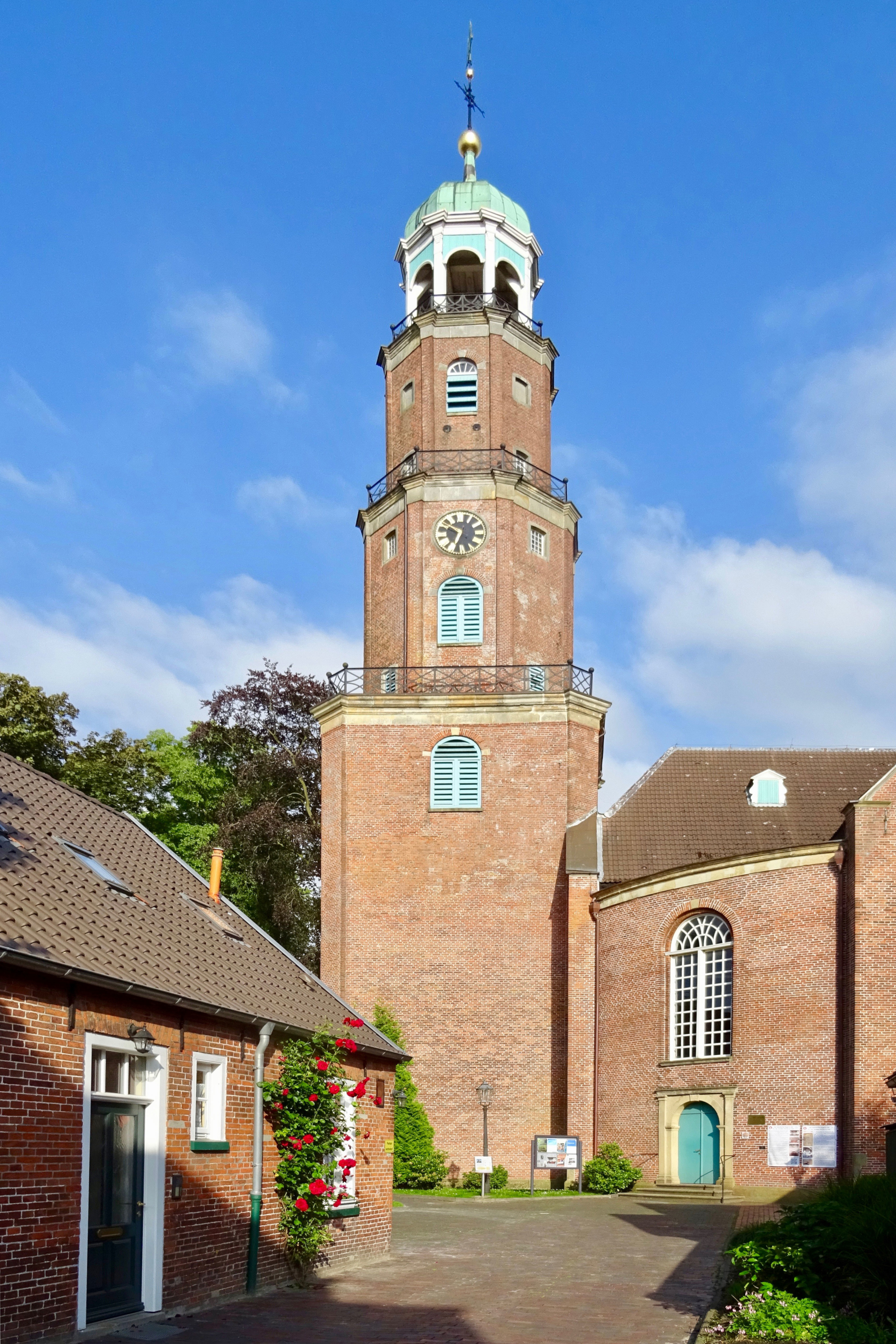
1805 angebauter Glockenturm

Die älteste Steinkirche Leers wurde um 1200 am Westerende in der Nähe des Plytenbergs gebaut und erhielt zu Ehren des Friesenmissionars Liudger den Namen St.-Liudgeri-Kirche. Die Propsteikirche unterstand im Mittelalter dem Bistum Münster. Im Zuge der Reformation wandte sich die Kirchengemeinde im Jahr 1525 unter dem Theologen Lübbert Cantz dem reformierten Bekenntnis zu. Ab etwa 1650 wurde diese Kirche zunehmend baufällig, und es mussten immer mehr Instandhaltungsarbeiten verrichtet werden. Zudem hatte sich der Flecken Leer in Richtung Hafen und Leda verlagert, so dass die Kirche an die Peripherie der Gemeinde geriet. Während eines Orkans im Jahre 1777 verließen Pastor und Gottesdienstbesucher fluchtartig das Gebäude, weil sie einen Einsturz befürchteten. Zwar wurde die Kirche weiterhin benutzt, jedoch blieben immer mehr Gemeindeglieder dieser Kirche fern.
Nach Auseinandersetzungen über einen geeigneten Neubau an zentraler Stelle weiter östlich in Richtung Hafen wurden ab 1783 Sammlungen durchgeführt und Entwurfsskizzen angefertigt. Gegen den Rat des Presbyteriums beschloss eine Gemeindeversammlung im Jahre 1783, diese Sammlungen in den reformierten Gemeinden Ostfrieslands und den Groninger Gemeinden zu intensivieren. Die Pastoren wurden initiativ und erwarben ein Grundstück eines Lederfabrikanten für 450 Pistolen Gold. Auf Druck der Kirchenbehörde stimmte der Kirchenrat am 1. Juni 1785 dem Bau zu. Der Zimmermannmeister Isaak Wortmann aus Leer erhielt den Bauauftrag. Am 16. September 1785 erfolgte die Grundsteinlegung und nach 22 Monaten die Fertigstellung des Gebäudes sowie die Abnahme durch die Aufsichtsbehörde. Die neue Kirche wurde am 15. Juli 1787 durch den ersten Pastor und Konsistorialrat Johann Eilshemius eingeweiht, der zugleich das Amt des reformierten Oberinspektors innehatte.
Bereits vor Vollendung des Neubaus wurde der Abbruch der alten Liudgerikirche beschlossen. Sie wurde nur bis zur Höhe des Fußbodens abgetragen, um die Totenruhe der in der Krypta Bestatteten zu wahren. Am 6. Juni 1787 wurde im Rahmen einer Verkaufsveranstaltung in der neuen Kirche die alte Kirche in vierundzwanzig Einzellosen auktioniert. Die Große Kirche wurde im Jahr 1805 um einen 57 Meter hohen, prachtvollen Kirchturm erweitert. Die Krypta der alten Kirche wurde versiegelt und ist bis heute erhalten. Darin befindet sich das älteste Gewölbe Ostfrieslands.
2011–2012 fand eine umfassende Renovierung statt, bei der das Kirchengestühl einen mahagonifarbenen und die Decke einen blauen Anstrich erhielt. Ein Rosettenfenster und die Heizung wurden erneuert, der bauzeitliche Abendmahlstisch restauriert und um die Kanzel ein neuer Dielenboden gelegt. Nach 15-monatiger Renovierungszeit fand die Wiedereröffnung am 26. Februar 2012 statt.

## Architektur

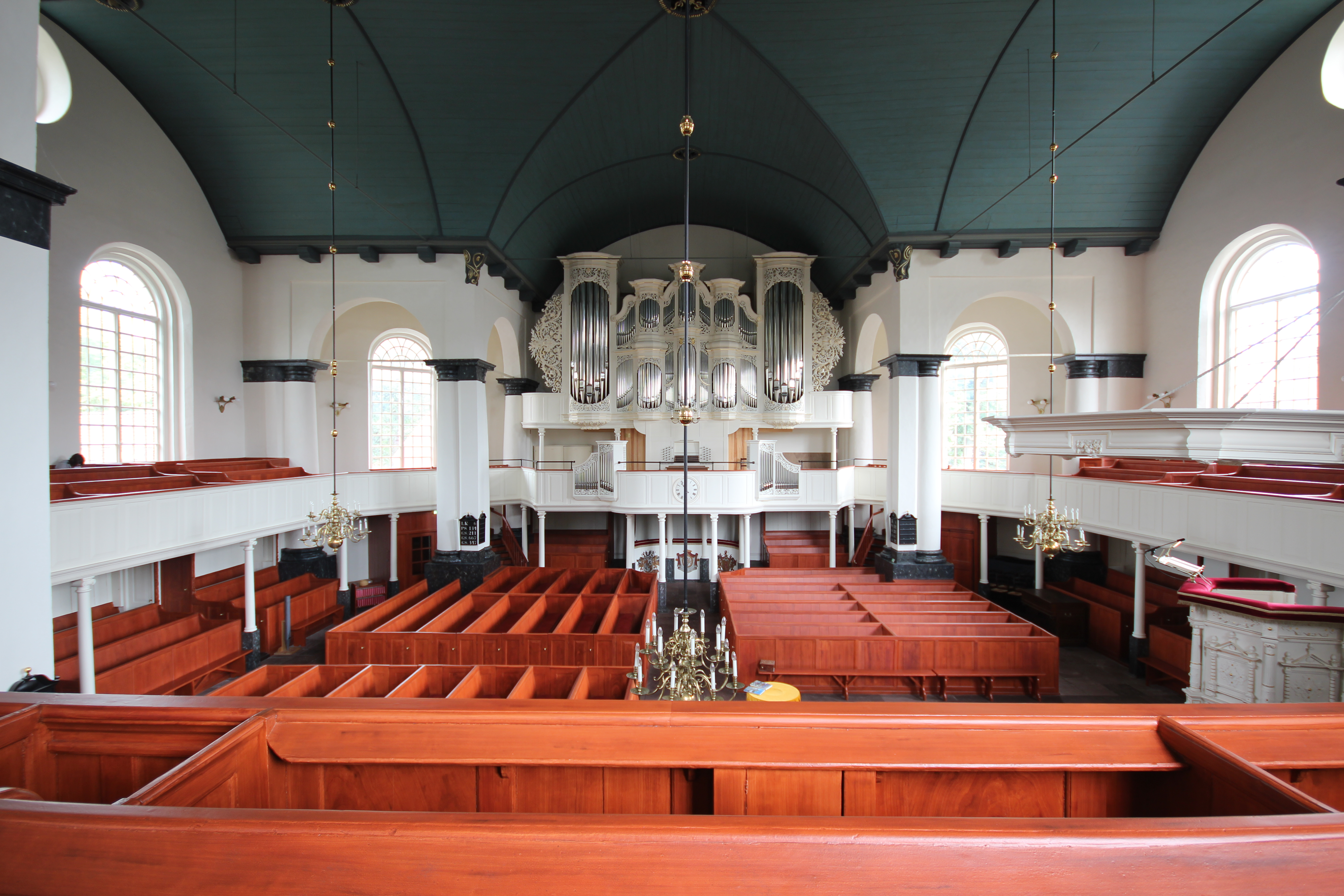
Innenraum mit Blick zur Orgelempore

Wortmann entwarf  einen repräsentativen Sakralbau im Stil des Barock. Der achteckige Grundriss in Form eines griechischen Doppelkreuzes spiegelt die reformierte Theologie wider, der zufolge die Verkündigung des Wortes Gottes den Mittelpunkt der Kirche bildet. Vorbilder für diese Art des protestantischen Zentralbaus waren die Neue Kirche in Emden und die Noorderkerk in Amsterdam.
Das Dach der Kirche wird von vier freistehenden Säulen getragen. Der Raum zwischen den Kreuzarmen wird durch Annexanbauten gefüllt, deren zum Kircheninneren geöffnete Rundbogen einen Rundgang durch die umlaufenden Emporen ermöglichen. Während die Annexräume jeweils durch ein großes rundbogiges Fenster Licht erhalten, sind die Kreuzarme mit jeweils einem rundbogigen Doppelfenster versehen, über dem ein Ochsenauge angebracht ist. Von den vier ursprünglichen Eingangstüren wurden die Zugänge im Südwesten und Südosten später vermauert.
Der Glockenturm besteht aus einem quadratischen Untergeschoss, auf dem zwei sich verjüngende achteckige Geschosse ruhen, die in einer offenen Laterne ausmünden, er ist 57 m hoch und somit der höchste Turm in Leer. Die Windfahne in Gestalt eines dreimastigen Segelschiffs, des „Schepkens Christi“, ist das Symbol der reformierten Kirche.

## Ausstattung

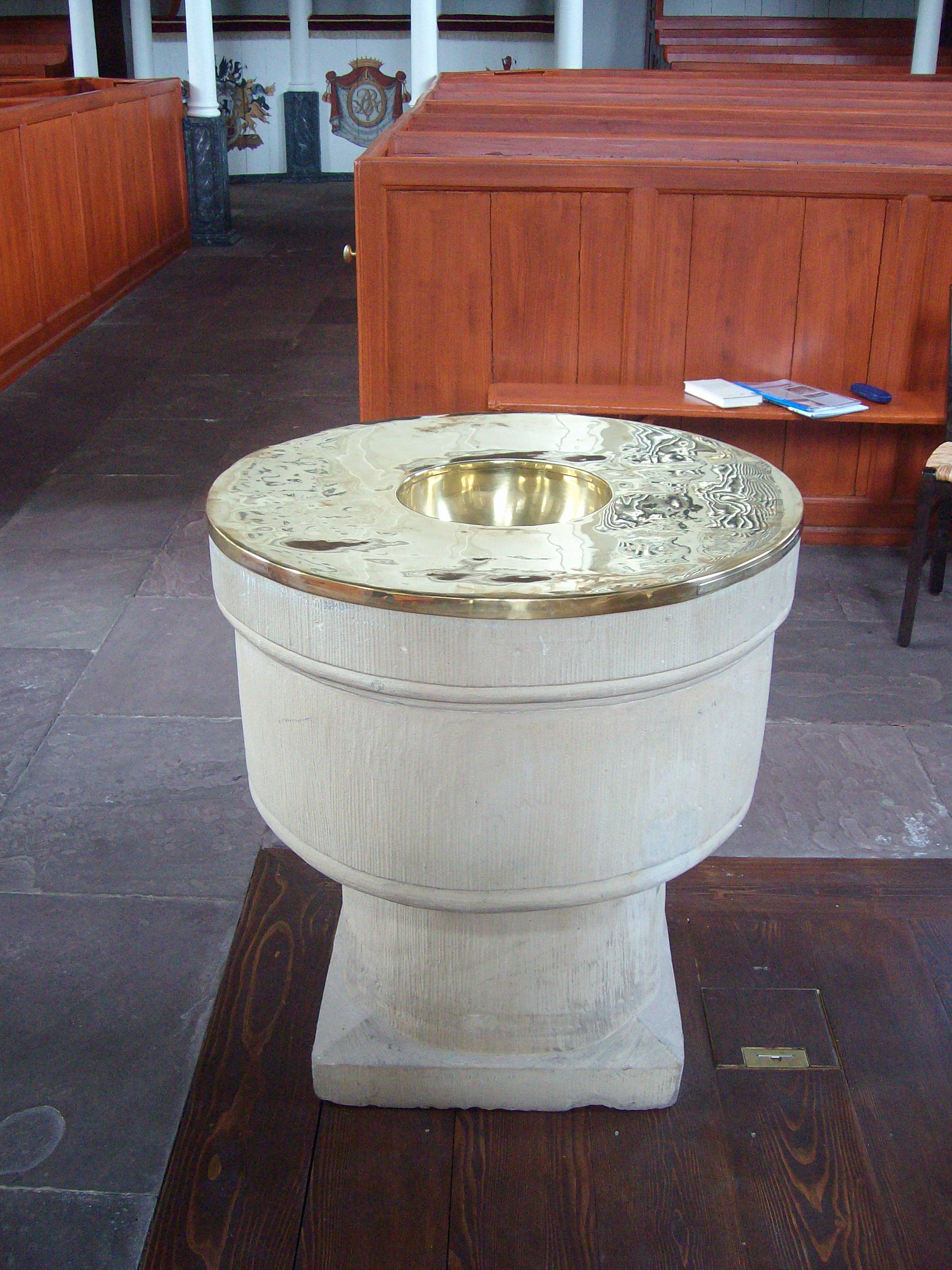
Romanisches Taufbecken

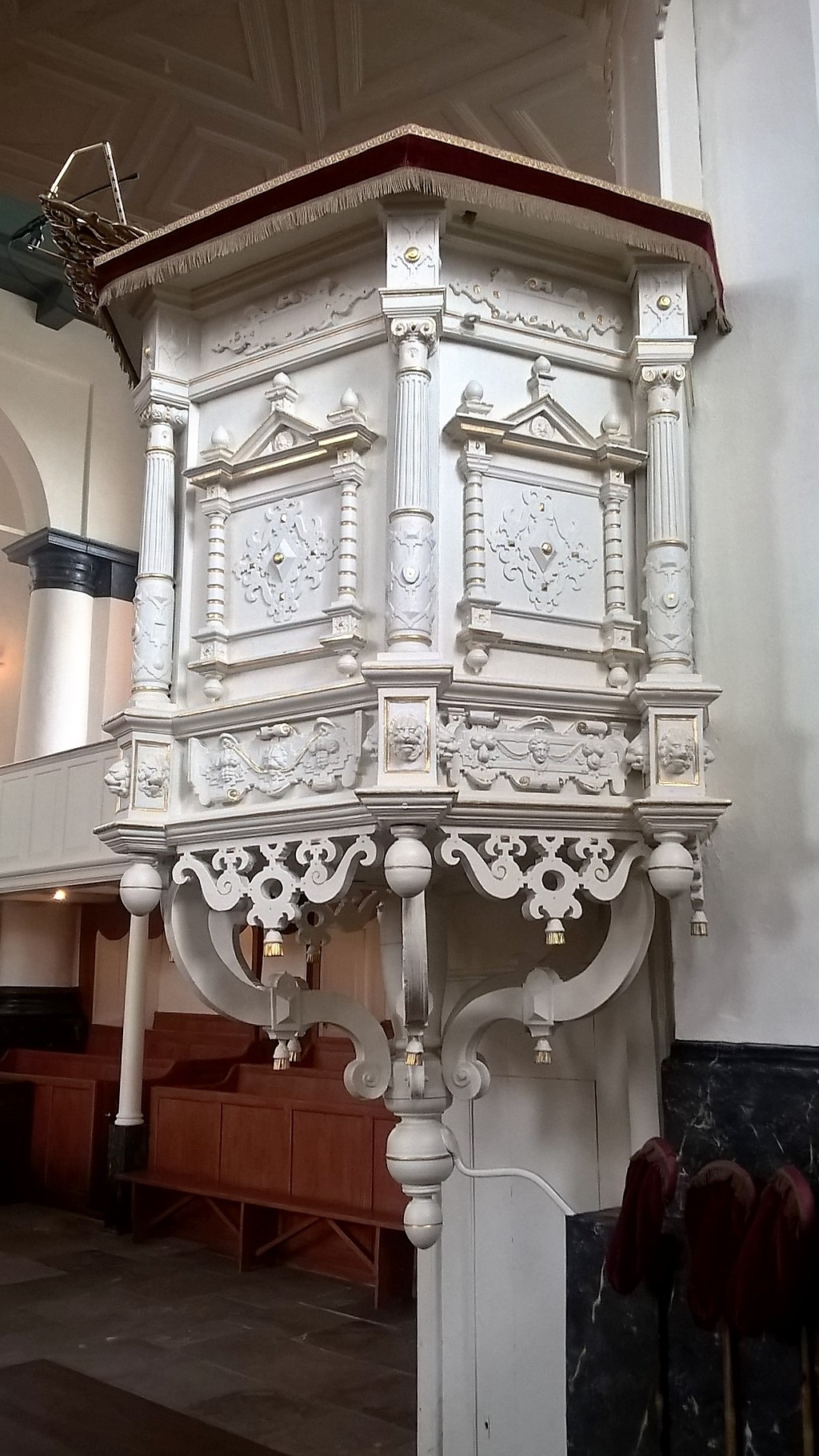
Kanzelkorb von 1609

Von der Auktion der alten Liudgerikirche im Jahr 1787 blieben die Einrichtungsgegenstände ausdrücklich ausgenommen; sie wurden in die neue Kirche übernommen. Die schlichte Ausstattung entspricht ganz der reformierten Tradition, die auf Kreuz und Altar verzichtet. Der Innenraum wird von flachen Holztonnengewölben abgeschlossen.
Ältester Einrichtungsgegenstand ist das romanische Taufbecken des Bentheimer Typs (um 1200), das wahrscheinlich aus dem Vorgängerbau stammt. Aber auch Kanzel und Orgel sind wesentlich älter als der Barockbau. Die hölzerne Renaissance-Kanzel aus dem Jahr 1609 stammt von Andreas Kistemaker und wurde in der Erbauungszeit der Kirche um den Treppenaufgang und den mächtigen Schalldeckel erweitert. Der Kanzelkorb ist mit Beschlagwerk und Schnitzereien reich verziert; kannelierte Freisäulen gliedern die Kanzelfelder. Der Abendmahlstisch mit Rokoko-Ornamenten und die vier Kronleuchter datieren aus dem Jahr 1787. Die umlaufenden Emporen führen um den gesamten Raum. Unter der Orgel wird die Brüstung des Fürstenstuhls von Wappen und Monogramm verziert.

## Orgel

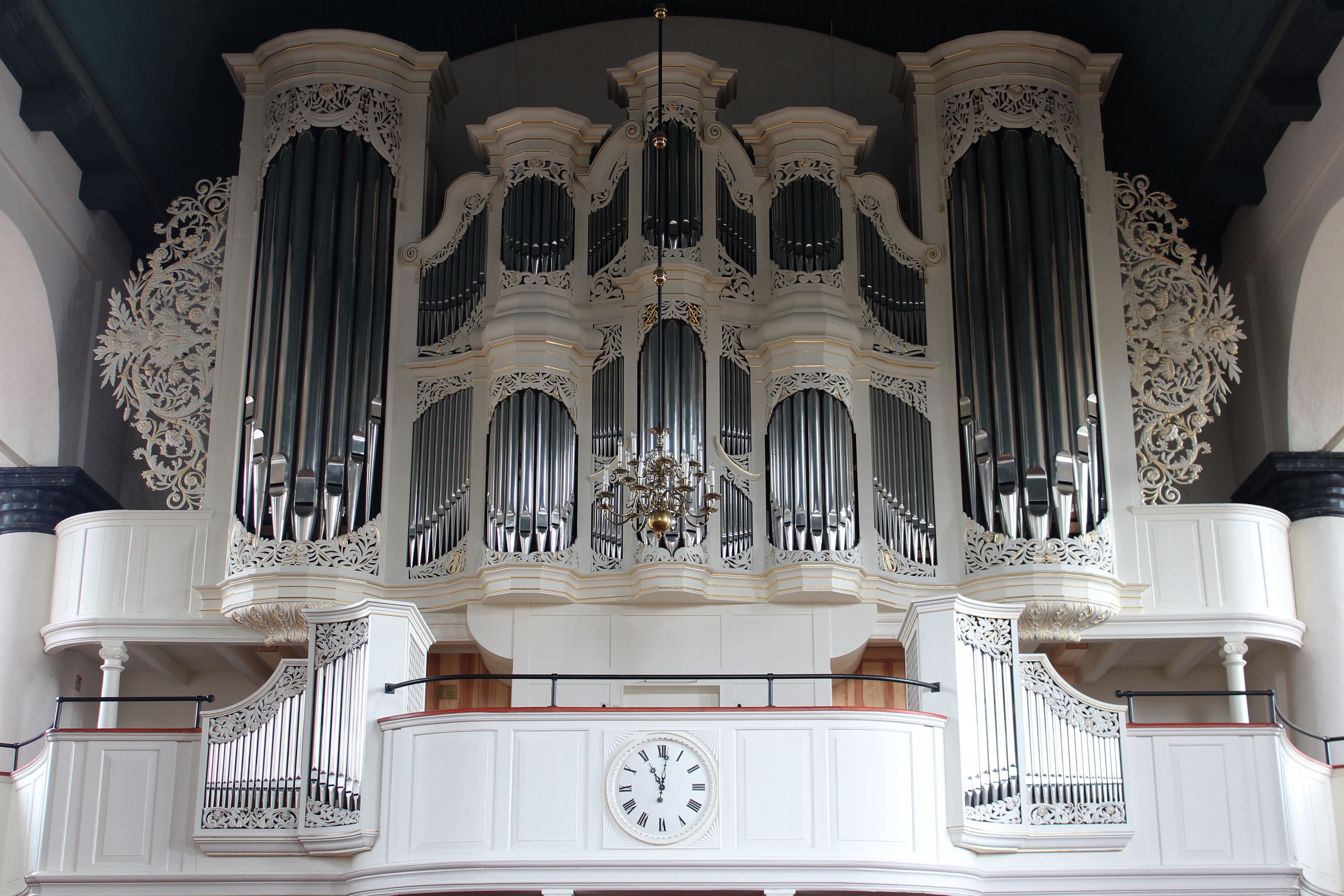
Orgel der Großen Kirche

Die Orgel der Großen Kirche verfügt über 48 Register auf drei Manualen und Pedal und ist damit die größte Orgel Ostfrieslands. Das Instrument ist im Laufe von vierhundert Jahren immer erweitert worden, wobei der älteste Pfeifenbestand auf das 16. Jahrhundert zurückgeht. Graf Enno III. vermachte 1609 der Reformierten Kirchengemeinde in Leer die Orgel aus dem Kloster Thedinga, die in demselben Jahr von Marten de Mare in der Kirche im Stil der Renaissance aufgebaut wurde. Erweiterungs- und Umbauten erfolgten 1763–1766 durch Albertus Antonius Hinsz, 1845–1850 durch Wilhelm Caspar Joseph Höffgen und 1953–1955 durch Paul Ott. Von Ott stammt auch die äußere Anlage mit zwei Rückpositiven. Nach der wissenschaftlichen Untersuchung von Orgelbaumeister Jürgen Ahrend und Landeskirchenmusikdirektor Winfried Dahlke im Rahmen eines Forschungsprojekts des Organeums in den Jahren 2006 bis 2008 wurde im Jahr 2012 von einer international besetzten Expertengruppe ein Restaurierungsplan erarbeitet. Diese Restaurierung und Erweiterung auf 48 Register wurde in zwei Bauabschnitten von 2014 bis 2018 durchgeführt.

## Geläut
Der Turm beherbergt ein Vierergeläut. In der Glockenstube hängen die drei größeren Gussstahlglocken des Bochumer Vereins. In der Turmlaterne befindet sich eine kleine Glocke aus Eisenhartguss. Sie läutet nur zum Vaterunser und zum täglichen Betläuten. Das Hauptgeläut (Glocken I–III) erklingt zu Gottesdiensten und anderen kirchlichen Veranstaltungen. Das Vorgängergeläut wurde von der Glockengießerei in Apolda gegossen. Zwei der drei Bronzeglocken wurden 1942 zu Rüstungszwecken zum Einschmelzen abgeliefert. Die verbliebene Bronzeglocke wurde 1956 nach Bochum in Zahlung gegeben, um ein in sich stimmiges Geläut zu erzielen.
| Nr. | Gussjahr | Gießer, Gussort         | Masse (kg) | Durchmesser (mm) | Schlagton | Inschrift                                        |
| --- | -------- | ----------------------- | ---------- | ---------------- | --------- | ------------------------------------------------ |
| 1   | 1956     | Bochumer Verein, Bochum | 1.525      | 1.600            | cis1      | „Liebe – bleibet fest in der brüderlichen Liebe“ |
| 2   | 1956     | Bochumer Verein, Bochum | 943        | 1.350            | e1        | „Hoffnung – seid fröhlich in Hoffnung“           |
| 3   | 1956     | Bochumer Verein, Bochum | 629        | 1.180            | fis1      | „Glaube – stehet fest im Glauben“                |
| 4   |          | Wilhelmshütte           |            |                  | c2        | Betet!                                           |